# Mlask dwuwargowy dźwięczny
Mlask dwuwargowy dźwięczny – rodzaj dźwięku spółgłoskowego występujący w niektórych językach naturalnych. W Międzynarodowym alfabecie fonetycznym oznaczany jest symbolem ʘ̬, gʘ lub ᶢʘ.

## Artykulacja
W czasie artykulacji podstawowego wariantu [gʘ]:
- modulowany jest prąd powietrza zasysanego powstały wyniku różnicy ciśnień wytworzonej przy grzbiecie języka wzniesionym do góry, czyli artykulacja tej spółgłoski wymaga inicjacji ustnej i ingresji;
- podniebienie miękkie jest podniesione, mamy do czynienia z artykulacją ustną;
- prąd powietrza w jamie ustnej przepływa ponad całym językiem lub przynajmniej powietrze uchodzi wzdłuż środkowej linii języka;
- dolna warga kontaktuje się z górną wargą, tworząc zwarcie. Równocześnie grzbiet język wznosi się stromo w kierunku podniebienia miękkiego (lub języczka) tworząc drugie zwarcie. W powstałej komorze dochodzi do powstania podciśnienia wyniku "ssącego" ruchu języka do tyłu. Następuje przerwanie blokady dwuwargowej, przy czym równocześnie powietrze jest zasysane do środka, co daje akustycznie charakterystyczny mlask;
- więzadła głosowe drgają, spółgłoska ta jest dźwięczna.

## Występowanie
Mlask dwuwargowy dźwięczny występuje m.in. w języku !Xóõ, w którym zapisywany jest dwuznakiem gʘ.